# Josia scalata
Josia scalata är en fjärilsart som beskrevs av Paul Dognin 1911. Josia scalata ingår i släktet Josia och familjen tandspinnare. Inga underarter finns listade i Catalogue of Life.